# 夜想曲 (森田童子のアルバム)
『夜想曲』は、森田童子の5枚目のオリジナル・アルバム。1982年11月20日にワーナー・パイオニア（現ワーナーミュージック・ジャパン）より発売された。

## 概要
- 前作『ラスト・ワルツ』から2年ぶりのオリジナル・アルバム。
- 1993年にドラマ『高校教師』がヒットした際、CDがワーナーミュージック・ジャパンから発売（初CD化）された。
- 1993年盤のCDが発売後数年で廃盤となり、長らく入手困難な状況が続いていたが、2016年7月20日にSHM-CDにて再発売された。

## 収録曲

### LP
| 全作詞・作曲: 森田童子。 |                  |           |            |          |      |
| #                        | タイトル         | 作詞      | 作曲・編曲 | 編曲     | 時間 |
| 1.                       | 「蒸留反応」     | 森田童子  | 森田童子   | 千代正行 | 5:50 |
| 2.                       | 「淋しい猫」     | 森田童子  | 森田童子   | 千代正行 | 4:38 |
| 3.                       | 「ぼくは16角形」 | 森田童子  | 森田童子   | 比呂公一 | 3:30 |
| 4.                       | 「麗子像」       | 森田童子  | 森田童子   | 比呂公一 | 4:57 |
| 合計時間:                | 合計時間:        | 合計時間: | 18:55      |          |      |

| 全作詞・作曲: 森田童子。 |                                                                      |           |            |          |      |
| #                        | タイトル                                                             | 作詞      | 作曲・編曲 | 編曲     | 時間 |
| 1.                       | 「サナトリウム」                                                     | 森田童子  | 森田童子   | 千代正行 | 4:41 |
| 2.                       | 「船がくるぞ」                                                       | 森田童子  | 森田童子   | 比呂公一 | 4:39 |
| 3.                       | 「孤立無援の唄」                                                     | 森田童子  | 森田童子   | 千代正行 | 5:46 |
| 4.                       | 「哀悼夜曲」                                                         | 森田童子  | 森田童子   | 比呂公一 | 3:14 |
| 5.                       | 「ラスト・ワルツ」(アルバム「ラスト・ワルツ」収録のものと別テイク。) | 森田童子  | 森田童子   | 千代正行 | 3:36 |
| 合計時間:                | 合計時間:                                                            | 合計時間: | 21:56      |          |      |

### CD
| 全作詞・作曲: 森田童子。 |                                                                      |           |            |          |      |
| #                        | タイトル                                                             | 作詞      | 作曲・編曲 | 編曲     | 時間 |
| 1.                       | 「蒸留反応」                                                         | 森田童子  | 森田童子   | 千代正行 | 5:50 |
| 2.                       | 「淋しい猫」                                                         | 森田童子  | 森田童子   | 千代正行 | 4:38 |
| 3.                       | 「ぼくは16角形」                                                     | 森田童子  | 森田童子   | 比呂公一 | 3:30 |
| 4.                       | 「麗子像」                                                           | 森田童子  | 森田童子   | 比呂公一 | 4:57 |
| 5.                       | 「サナトリウム」                                                     | 森田童子  | 森田童子   | 千代正行 | 4:41 |
| 6.                       | 「船がくるぞ」                                                       | 森田童子  | 森田童子   | 比呂公一 | 4:39 |
| 7.                       | 「孤立無援の唄」                                                     | 森田童子  | 森田童子   | 千代正行 | 5:46 |
| 8.                       | 「哀悼夜曲」                                                         | 森田童子  | 森田童子   | 比呂公一 | 3:14 |
| 9.                       | 「ラスト・ワルツ」(アルバム「ラスト・ワルツ」収録のものと別テイク。) | 森田童子  | 森田童子   | 千代正行 | 3:36 |
| 合計時間:                | 合計時間:                                                            | 合計時間: | 40:51      |          |      |

## クレジット
- 電気弦楽器独奏：武川雅寛
- 撮影：追分幹雄
- 衣装・化粧：川村都

## 発売形態
| 形態 | 発売日         | 品番      | 発売元                         | 備考                              |
| ---- | -------------- | --------- | ------------------------------ | --------------------------------- |
| LP   | 1982年11月10日 | L-12530   | ワーナー・パイオニア           | オリジナル発売。                  |
| CT   | 1982年11月10日 | LKF-8039  | ワーナー・パイオニア           |                                   |
| CD   | 1993年04月10日 | WPCL-751  | ワーナーミュージック・ジャパン | 【初CD化】                        |
| CD   | 2016年07月20日 | UPCY-7160 | ユニバーサルミュージック       | 【SHM-CD デジタルリマスター再発】 |